# 蓝氏宗祠 (塔里村)
蓝氏宗祠，是位于福建省福州市罗源县飞竹镇飞竹村塔里自然村的一个清代宗祠建筑，2017年入选第六批罗源县文物保护单位。
蓝氏宗祠为当地畲族蓝姓的宗祠，始建于清朝乾隆年间，2003年8月重修，晚清建筑结构，整体保存完好。宗祠坐北向南偏东15度，祠面宽19.9米，进深21米，面阔四柱三间，进深七柱六间，占地面积417.9平方米，门两侧立有两对青石旗杆，墙上的马鞍墙刻有一些计划生育的标语。